# PC-tidningen
PC-tidningen, även skrivet PC Tidningen, är en tidskrift om datorer som givits ut sedan 1997. Fram till 2004 gick den under namnet Komputer för alla. Mellan 2003 och 2021 leddes den svenska redaktionen av Markus Dahlberg, som tidigare varit chefredaktör för såväl PC Hemma som PC Gamer. Från 2021 övertogs den rollen av Ove Kaufeldt, tidigare redaktör för Spel på Torget, Datormagazin och High Score Magazine. PC-tidningen kommer ut 20 gånger. PC-tidningen ges även ut i Finland, under namnet Koti Mikro, Norge (Komputer for alle) och Danmark (Komputer for alle).